# Chano Piñeiro
Luciano Manuel Piñeiro Martínez, más conocido como Chano Piñeiro (Forcarey, Pontevedra; 12 de octubre de 1954-Vigo, 21 de marzo de 1995) fue un director de cine español.

## Biografía
Principal impulsor del cine en Galicia y en idioma gallego, fue un director autodidacta que comenzó realizando sus primeros trabajos en Super-8 durante la década de los 70. En 1984 grabó su primer cortometraje en 35 mm, Mamasunción, el retrato de una anciana que espera pacientemente la carta de su hijo emigrado, que lo convirtió en un icono del cine costumbrista en Galicia y le hizo ganar multitud de premios y menciones a nivel internacional.
En 1989 realizó su primer y único largometraje, Sempre Xonxa, la primera producción de cine en largometraje totalmente en gallego y rodada íntegramente en Galicia, excepto algunas escenas hechas en Las Médulas (León), junto con Continental, de Xavier Villaverde, y Urxa, de Carlos Piñeiro y Alfredo García Pinal, igual de importantes culturalmente, pero que obtuvieron algo menos de fama.
Falleció en Vigo a la edad de 40 años víctima de la enfermedad de Crohn, que había mermado su salud y demacrado su aspecto físico. Se convirtió así en un pionero y un símbolo de las nuevas generaciones del cine gallego.

## Filmografía
- O camiño das estrelas (1993). Director.
- Sempre Xonxa (1989) Director, guionista.
- Esperanza (1986). Director, guionista.
- Mamasunción (1984). Director.
- Eu, o tolo (1978). Director.
- Os paxaros morren no aire (1977). Director.

## Premios
- Premio Ciudad de Alcalá de Cine Aficionado 1978 por "Os paxaros morren no aire"
- Premio da Crítica na Sección de Artes e Ciencias da Representación en Galicia por Mamasunción (1985)
- Gran Premio de Cine Español, Carabela de Plata del ICI y Gran Premio Mikeldi de Oro del Festival de Cine Documental y Cortometraje de Bilbao 1984.
- Premio al Mejor Guion en el IV Certamen de Cine Aficionado de Vilagarcía por Os paxáros morren no aire
- Premio Film de Oro del Ministerio de Cultura por Os paxaros morren no aire
- Medalla de Plata de Galicia 1995 (título póstumo).

## Reconocimientos
- Los premios del Audiovisual Gallego (AGAPI) llevan su nombre.
- En Vigo se le dedicó una calle.
- En Orense se le dedicó una calle.
- En Forcarey en la plaza del ayuntamiento también hay una escultura homenaje  sobre él.